# 康華
康華（Akina Hong Wah；1971年12月5日—），香港電視劇女演員及歌手。傳言天津或上海出生，7歲移居香港。1993年香港演藝學院舞蹈系畢業出身，入選1994年香港小姐12強，由此出道，至2007年一直是無綫電視（TVB）經理人合約藝人，在TVB期間以飾演反派女角而出名。例如奸妃、黑幫女老大、二奶、青樓女子等。代表作有2001年《倚天屠龍記》飾丁敏君，2015年《刀下留人》飾萬貴妃。
2007年約滿無綫電視，轉戰中國大陸，後於2010年簽約於上海東錦文化傳播有限公司，成為旗下藝人，並於2012年重返無綫電視，成為旗下部頭合約女藝員至今。2017年約滿上海東錦文化傳播有限公司，並轉投邵氏兄弟至今。2018年更與環星娛樂簽約成為旗下女歌手。參選香港小姐時身高5英尺3.5英寸（1.61）。

## 簡歷
康華7歲时與家人從中國大陸移居香港。小時已喜愛跳舞及唱歌。她曾就讀路德會呂明才中學。在校時曾在香港學校舞蹈節中獲得優異的比賽成績，屢奪甲級奬項。及後於1993年路德會呂明才中學十五周年校慶期間被校方邀請回校教授中國舞。1993年，康華憑著有跳舞的根底而順利在香港演藝學院舞蹈系畢業，於1994年參加香港小姐選舉後加入無綫電視。現今，她的個人特長是唱歌及跳舞。
自從康華加入無綫電視後，隨即開始參演電視劇，如今她參演的電視劇已達100部，深入民心的劇集有《笑看風雲》的情婦阿虹、《有肥人終成眷屬》的李秀茹、《醉打金枝》的風塵女子綠翹、《鑑證實錄》系列的溫若嫻、《陀槍師姐》的龍頭王慰心（心姐）、《掃黃先鋒》的淫媒陳樂詩（Anita）、《陀槍師姐II》的容小麗、《陀槍師姐III》和《陀槍師姐IV》的王素心、《金玉滿堂》的納蘭綺舒（舒妃）及《我的野蠻奶奶》的遜妃等。憑著其擅長飾演反派角色而獲得不少關注。2004年以後，康華接拍了多部電視劇，飾演的大多數都是討好觀眾及喜感十足的角色，不再是以前的大反派，如《翡翠戀曲》、《男人之苦》等。2006年，憑著《男人之苦》入圍萬千星輝頒獎典禮2006最佳女配角。
2007年6月約滿無綫後離開，結束與無綫13年之賓主關係。隨後主力在中國大陸參與演出劇集，於大陸所拍攝之電視劇包括《八仙全传》、《義本同心》、《蘭花香》、《大唐女將樊梨花》及《帝錦》等電視劇，更與郭晉安成為大陸觀眾所認定的熒幕情侶。由於在中國娛樂圈中演出薪水比香港高，所以康華一直在大陸拍劇。憑著在《八仙全傳》的何仙姑、《大唐女將樊梨花》的刁月娥及《帝錦》的大反派皇后方婉芷一角，贏得大陸觀眾的支持。
2012年，康華重返無綫電視，首部作品為《法網狙擊》；2015年在劇集《刀下留人》中飾演萬貴妃，因劇中表現出色而獲不少網民讚賞，亦是其代表作及滿意之作。由於她在2015年下半年沒有拍攝劇集，此劇被人誤以為是其告別之作，實際上康華與無綫仍有部頭合約，現時會到不同地方工作，若遇到自己喜歡的劇本及角色仍會在港拍劇；2018年跟環星娛樂簽約，翌年便出道成為歌手和推出首支個人歌曲《拼火花》。

## 演出作品

### 電視劇（無綫電視）
| 首播   | 劇名                      | 角色               |
| 1994年 | 笑看風雲                  | 彭 虹              |
| 1995年 | 包青天                    | 蘭 寧              |
| 1995年 | 新同居關係                | Jessica            |
| 1995年 | 刑事偵緝檔案II            | 淩雅絲（Alice）    |
| 1995年 | 娛樂插班生                | -                  |
| 1995年 | 刀馬旦                    | 王菊燕             |
| 1996年 | 900重案追兇               | Ada                |
| 1996年 | 闔府統請                  | Liza               |
| 1996年 | 天降財神                  | Amy                |
| 1996年 | 有肥人終成眷屬            | 李秀茹             |
| 1996年 | 十三密殺令                | 蛇殺手             |
| 1997年 | 醉打金枝                  | 綠 翹              |
| 1997年 | 廉政追緝令                | Annie              |
| 1997年 | 迷離檔案                  | 邵海倫（Helen）    |
| 1997年 | 樂壇插班生                | 豆 太              |
| 1997年 | 鑑證實錄                  | 溫若嫻             |
| 1998年 | 陀槍師姐                  | 王慰心（心姐）     |
| 1998年 | 掃黃先鋒                  | 陳樂詩（Anita）    |
| 1998年 | 妙手仁心                  | 關寶芝             |
| 1998年 | 聊齋（貳）                | 香姑／楚夫人／小香 |
| 1998年 | 乾隆大帝                  | 吳扎庫氏           |
| 1998年 | 西遊記（貳）              | 精靈鬼／蚌精       |
| 1999年 | 命轉情真                  | 倪 君（Joyce）     |
| 1999年 | 金玉滿堂                  | 納蘭·綺舒（舒妃）  |
| 1999年 | 洗冤錄                    | 黃貞貞             |
| 1999年 | 鑑證實錄II                | 溫若嫻             |
| 1999年 | 狀王宋世傑2               | 宮豔紅（少女）     |
| 1999年 | 刑事偵緝檔案IV            | 岑麗湄             |
| 1999年 | 茶是故鄉濃                | 彭紀香             |
| 2000年 | 十月初五的月光            | 金素英             |
| 2000年 | 生命有TAKE2               | 康 妮              |
| 2000年 | 陀槍師姐II                | 容小麗（Mon）      |
| 2000年 | 金裝四大才子              | 皇                 |
| 2000年 | 男親女愛                  | 高陳美美           |
| 2001年 | 娛樂反斗星                | 王 菲              |
| 2001年 | 七姊妹                    | 姚碧雲             |
| 2001年 | 陀槍師姐III               | 王素心             |
| 2001年 | 倚天屠龍記                | 丁敏君             |
| 2001年 | 公私戀事多                | 溫美蓮             |
| 2002年 | 法網伊人                  | 蘇金鳳             |
| 2002年 | 情事緝私檔案              | 薛莉莉（Lily）     |
| 2003年 | 帝女花                    | 楚鄭氏（四姨太）   |
| 2003年 | 非常外父                  | 相 思              |
| 2003年 | 九五至尊                  | 司徒旭明           |
| 2003年 | 衝上雲霄                  | Carol              |
| 2004年 | 陀槍師姐IV                | 王素心             |
| 2004年 | 翡翠戀曲                  | 何亞茵             |
| 2004年 | 下一站彩虹                | 羅太               |
| 2004年 | 天涯俠醫                  | 岑 太（Tammy）     |
| 2004年 | 廉政行動2004              | Linda Ho           |
| 2004年 | 足秤老婆八両夫            | 阿 中              |
| 2005年 | 我師傅係黃飛鴻            | 蘇 媽              |
| 2005年 | 胭脂水粉                  | 藍寶燕             |
| 2005年 | 翻新大少                  | 簡佩儀             |
| 2005年 | 心花放                    | 曹 惠（Rachel）    |
| 2005年 | 我的野蠻奶奶              | 遜 妃              |
| 2005年 | 女人唔易做                | Mary               |
| 2005年 | 人間蒸發                  | 何綺文             |
| 2006年 | 覆雨翻雲                  | 谷姿仙             |
| 2006年 | 識法代言人                | 袁嘉蕙             |
| 2006年 | 男人之苦                  | 歐陽莉莉（Lily）   |
| 2006年 | 鳳凰四重奏                | 汪家璋             |
| 2006年 | 東方之珠                  | 洪杏娟             |
| 2006年 | 賭場風雲                  | 麗                 |
| 2006年 | 匯通天下                  | 慈禧太后（少女）   |
| 2007年 | 舞動全城                  | 羅茱迪（Judy）     |
| 2007年 | 鐵咀銀牙                  | 神針妻             |
| 2007年 | 緣來自有機                | 姚 虹              |
| 2007年 | 亂世佳人                  | 梁 好              |
| 2007年 | 鄭板橋                    | 納蘭芳             |
| 2007年 | 通天幹探                  | 亞 玲              |
| 2008年 | 古靈精探                  | 何詠琛（Elize）    |
| 2012年 | 愛·回家                   | 司徒太             |
| 2012年 | 法網狙擊                  | 艾劉美儀           |
| 2013年 | 好心作怪                  | 李婉心             |
| 2013年 | 上海傳奇                  | 何玉藍             |
| 2013年 | On Call 36小時II          | 丘晴樂             |
| 2013年 | 舌劍上的公堂              | 官喜鳳             |
| 2014年 | 單戀雙城                  | 余慧敏             |
| 2014年 | 守業者                    | 潘巧兒             |
| 2014年 | 老表，你好hea！           | 希拉美             |
| 2015年 | 水髮胭脂                  | 劉皚瑩（Irene）    |
| 2015年 | 潮拜武當                  | 石 琳              |
| 2015年 | 收規華                    | 何芸芳             |
| 2015年 | 東坡家事                  | 史 密              |
| 2015年 | 刀下留人                  | 萬貞兒（萬貴妃）   |
| 2016年 | 純熟意外                  | 姚 泳              |
| 2018年 | 宮心計2深宮計             | 南宮琹             |
| 2019年 | 荷里活有個大老千                | 君 妍              |
| 2019年 | 愛·回家之開心速遞         | 張慧儀             |
| 2019年 | 金宵大廈                  | 谷 雪（Yuki）      |
| 2020年 | 黃金有罪                  | 司馬佩             |
| 2020年 | 大醬園                    | 湘天娥（娥姐）     |
| 2020年 | 法證先鋒IV                | 張綺寧（Elaine）   |
| 2020年 | 使徒行者3                 | 章纪泓（Wendy）    |
| 2020年 | 堅離地愛堅離地            | 張彩月（Luna）     |
| 2021年 | 逆天奇案                  | Sally              |
| 2021年 | 星空下的仁醫              | 林明珠             |
| 2021年 | 十月初五的月光 (2021年版) | 馬冰心             |
| 2023年 | 法言人                    | 高美詩（Macy）     |
| 2024年 | 巾幗梟雄之懸崖            | 大紅姐             |
| 未播映 | 巨塔之后                  |                    |

### 電視劇（香港電台）
| 首播   | 劇名                                              | 角色   |
| 1999年 | 百老薈：無事亡 （页面存档备份，存于）             | 家嫂   |
| 2010年 | 沒有牆的世界：說不出的願望 （页面存档备份，存于） | 歐佩芬 |

### 電視劇（邵氏兄弟）
| 首播   | 劇名             | 角色            |
| 2018年 | 守護神之保險調查 | 彭慧玲 (第16集) |
| 2019年 | 飛虎之雷霆極戰   | 冯主任          |
| 2022年 | 飛虎之壯志英雄   | 霍筱玥          |
| 2025年 | 執法者們         | 林美霞          |

### 電視劇（中國大陸）
| 首播   | 劇名               | 角色             |
| 2005年 | 俠骨丹心           | 董十三娘         |
| 2007年 | 八仙全傳           | 何曉雲（何仙姑） |
| 2007年 | 義本同心           | 明家慧           |
| 2008年 | 爸爸天亮叫我       | 玲 瓏            |
| 2010年 | 蘭花香             | 杜姨娘           |
| 2010年 | 聊齋3              | 公孫九娘／蘇傘兒 |
| 2010年 | 戰火中的青春2      | 川崎良子         |
| 2011年 | 大唐女將樊梨花     | 刁月娥           |
| 2012年 | 帝錦               | 方婉芷（皇后）   |
| 2014年 | 幸福的錯覺／天國淚 | 王莎莎           |
| 2014年 | 我的刺客姥爺       | 川美敏子         |
| 2015年 | 漂亮寶貝           | 魯西施           |
| 2016年 | 潜伏在黎明之前     | 葉飛飛           |
| 2017年 | 熱血勇士           | 趙雪茹           |

### 電影
- 1998年：《極度重犯》
- 2002年：《迷離警界之蘭桂坊》- 飾 寶寶（Bobo）
- 2002年：《心跳》- 飾 阿紅
- 2002年：《一屋貪錢人》- 飾 蘇安妮
- 2002年：《監獄風雲之傳教士》
- 2002年：《異靈靈異》
- 2003年：《我的麻煩老友》飾 李菲菲
- 2005年：《阴气逼人》飾 寶
- 2006年：《愛上他》（又名："愛上家"）
- 2011年：《愛》飾 郭小莉
- 2013年：《2013我愛HK 恭喜發財》飾 銀行職員
- 2016年：《刑警兄弟》飾 總理夫人

### 節目主持
- 1995年：花弗新世界（TVB）
- 1996年：大江南北（TVB）
- 2002年：星晨旅遊馬星真程趣（TVB）
- 2002年：到處搵食（TVB）
- 200x年：ICAC商場主持

## 音樂作品
- 2007年：《逍遙無窮》-（電視劇《八仙全傳》片尾曲）
- 2011年：《天老地老》-（與林利合唱）
- 2016年：《伊人當自強》-（與樊亦敏、馬蹄露合唱）
- 2019年：《拼火花》

## 派台歌曲成績
| 派台歌曲成績 | 派台歌曲成績 | 派台歌曲成績 | 派台歌曲成績 | 派台歌曲成績 | 派台歌曲成績 | 派台歌曲成績 |
| ------------ | ------------ | ------------ | ------------ | ------------ | ------------ | ------------ |
| 唱片         | 歌曲         | 903          | RTHK         | 997          | TVB          | 備註         |
| 2019年       |              |              |              |              |              |              |
|              | 拼火花       | -            | -            | -            | -            |              |

| 各台冠軍歌總數 | 各台冠軍歌總數 | 各台冠軍歌總數 | 各台冠軍歌總數 | 各台冠軍歌總數    | 各台冠軍歌總數 |
| -------------- | -------------- | -------------- | -------------- | ----------------- | -------------- |
| 903            | RTHK           | 997            | TVB            | 備註              |                |
| 0              | 0              | 0              | 0              | 四台冠軍歌總數：0 |                |

- （*）代表上榜中
- （×）代表沒有派往該台

## 廣告代言
- 順德“碧桂園”楼盘
- 廣州“金桂園”楼盘
- “艾维斯”沐浴露
- Dream Face無痛冰頭彩光脱毛
- 珠江橋牌生抽王
- 芳伶20纤体美容忠心代言
- 173 173 電話女郎

## 外部連結
- 環星娛樂 （页面存档备份，存于）
- 康華的Facebook專頁
- 康華的Instagram帳戶
- 康華Akina的新浪微博
- 康華影迷会的新浪微博
- 康華在互联网电影资料库（IMDb）上的資料（英文）（英文）
- 康華在香港影庫上的簡介
- 康華在豆瓣上的资料（简体中文）
- 康華在时光网上的簡介（简体中文）